# Landschlacht am Yalu
Port Arthur (Seeschlacht) – Tschemulpo – Yalu – Nanshan – Te-li-ssu – Hitachi-Maru-Vorfall – Motien-Pass – Tashihchiao – Hsimucheng – Port Arthur (Belagerung) – Gelbes Meer – Ulsan – Korsakow – Liaoyang – Shaho – Sandepu – Mukden – Tsushima – Sachalin
Die Schlacht am Yalu war die erste große Landschlacht im Russisch-Japanischen Krieg und wurde vom 17. Apriljul. / 30. Aprilgreg. bis zum 18. Apriljul. / 1. Mai 1904greg. zwischen dem Kaiserlich Japanischen Heer und dem Kaiserlich Russischen Heer ausgetragen. Sie fand nahe dem Landkreis Ŭiju am Yalu-Fluss, an der Grenze von Korea und China, statt und endete mit einem japanischen Sieg.

## Vorgeschichte

### Russische Strategie

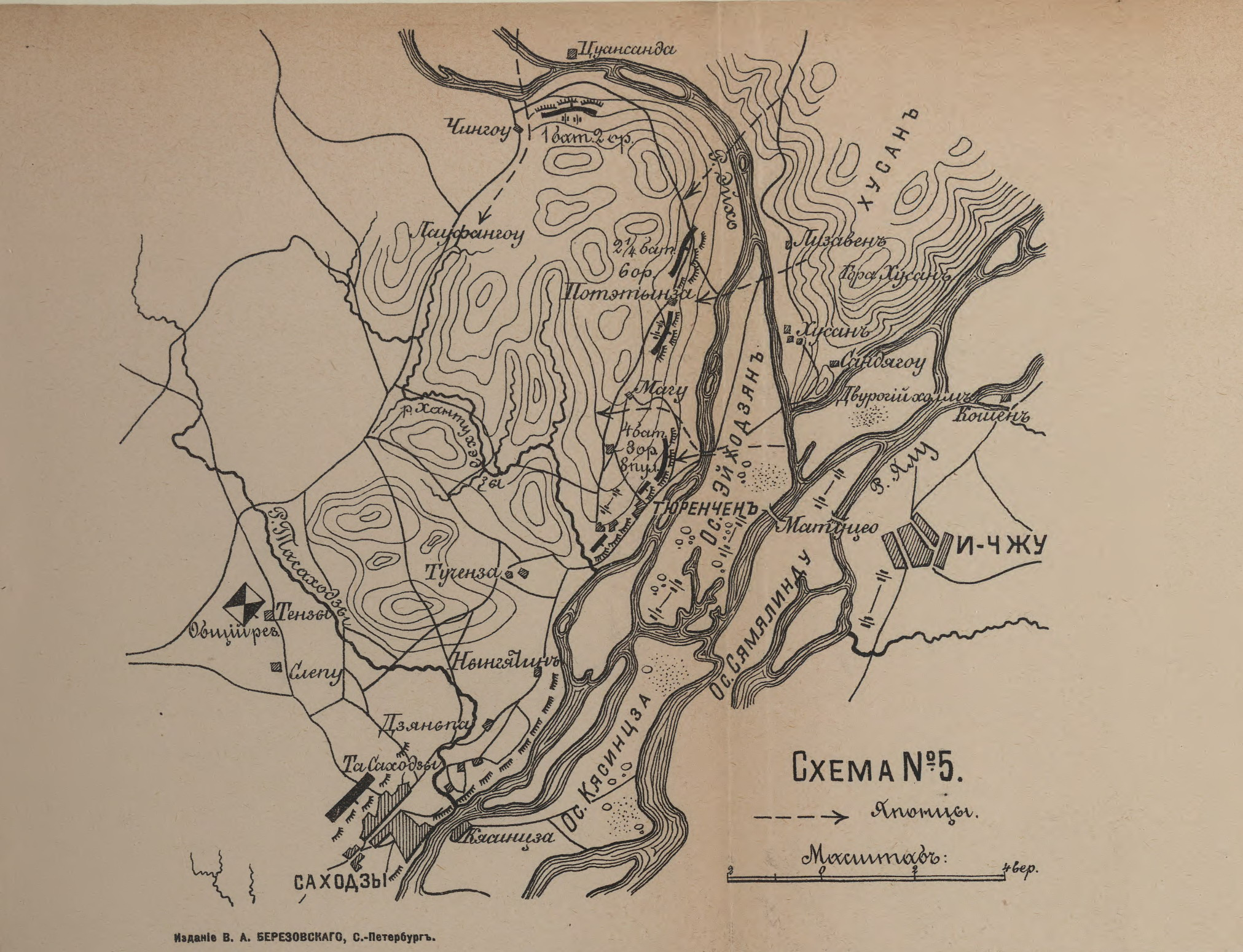
Zeitgenössische russische Karte der Schlacht am Yalu

Der Oberbefehlshaber der russischen Armee, General Alexei Kuropatkin, wollte Verstärkungen abwarten, die über die einspurige Transsibirische Eisenbahn herangeschafft werden sollten. Kuropatkin kalkulierte für die Heranführung von ausreichenden Verstärkungen sechs Monate ein und wollte bis dahin die Japaner davon abhalten, in die Mandschurei vorzurücken. Zu diesem Zweck beorderte er am 22. April 1904 Generalleutnant Michael Sassulitsch mit dem 3. Sibirischen Armeekorps, bestehend aus 3. und 6. Ostsibirischer Division sowie der Kavalleriedivision Mischtschenko (15.000 Mann Infanterie, 5.000 Mann Kavallerie und 60 Geschützen), an den Yalu-Fluss. Sassulitsch sollte mit seiner Streitmacht einen etwa 200 km langen Abschnitt am Yalu-Fluss beobachten. In Anbetracht seiner Kräfte zerstückelte er seine Truppen, um die ihm aufgetragene Anweisung auszuführen. Er ließ entlang des Flusses schwache bis gar keine Befestigungen anlegen und ließ die Zeit bis zum Eintreffen der Japaner somit ungenutzt. Südlich des Yalu-Flusses wurde praktisch keine bzw. spärliche Aufklärung betrieben. Lediglich die Inseln in der Mitte des Yalus waren mit Vorposten versehen worden.

### Japanische Strategie

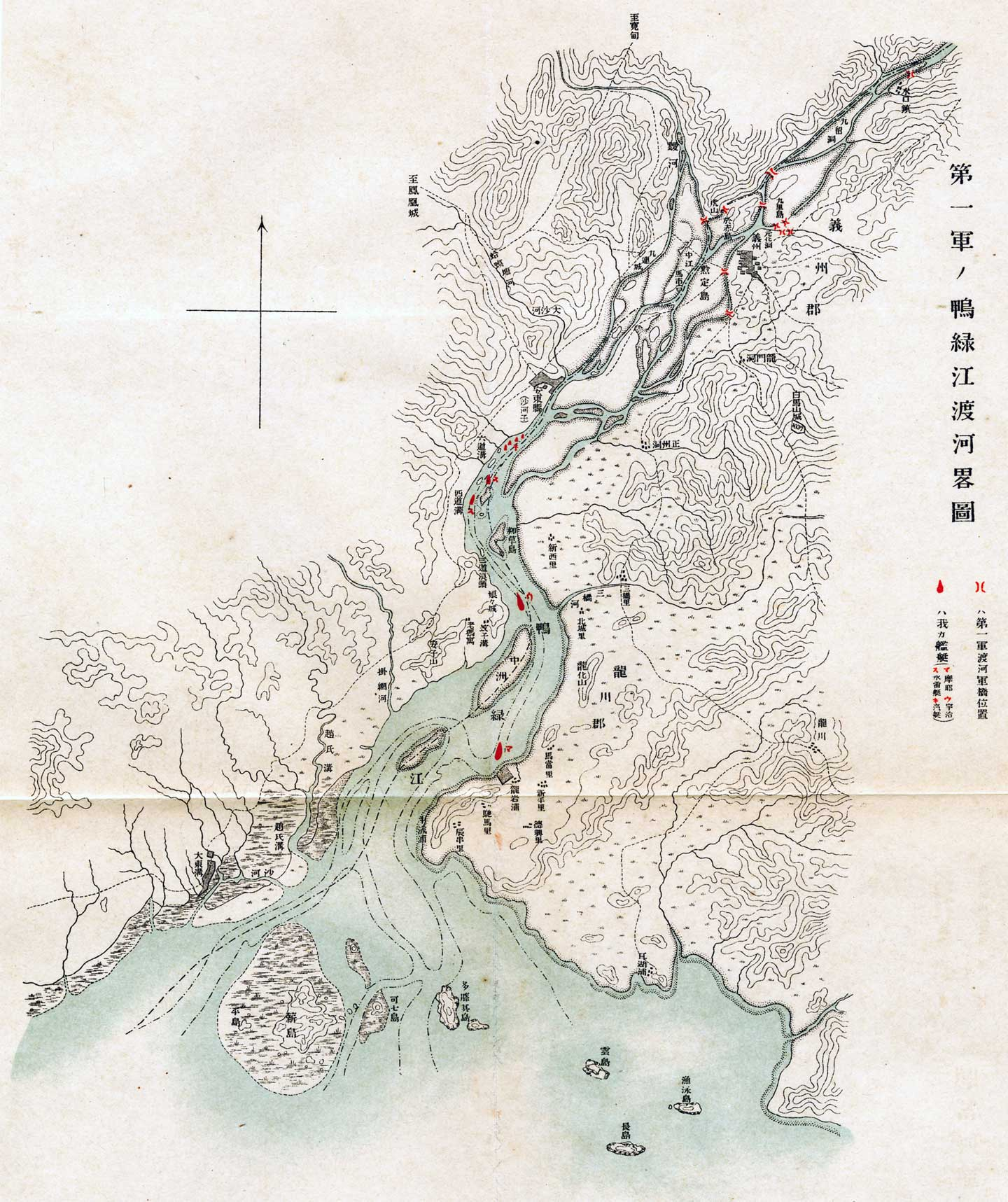
Zeitgenössische japanische Karte der Schlacht am Yalu

Nachdem die Japaner die Feindseligkeiten am 8. Februar 1904 mit dem Überraschungsangriff auf die vor Port Arthur liegende russische Flotte begonnen hatten, plante die japanische Heeresleitung, mit starken Truppenkontingenten durch Korea in die Mandschurei einzufallen. Somit konnten weitere Landungen auf der Liaoyang-Halbinsel geschützt sowie die Bahnverbindung nach Port Arthur unterbrochen werden. Dieser Aufmarschplan war den Japanern bereits im Jahr 1888 von dem an der japanischen Heereshochschule leitenden preußischen Offizier General von Meckel nahegelegt und bereits im Ersten Japanisch-Chinesischen Krieg angewandt worden.

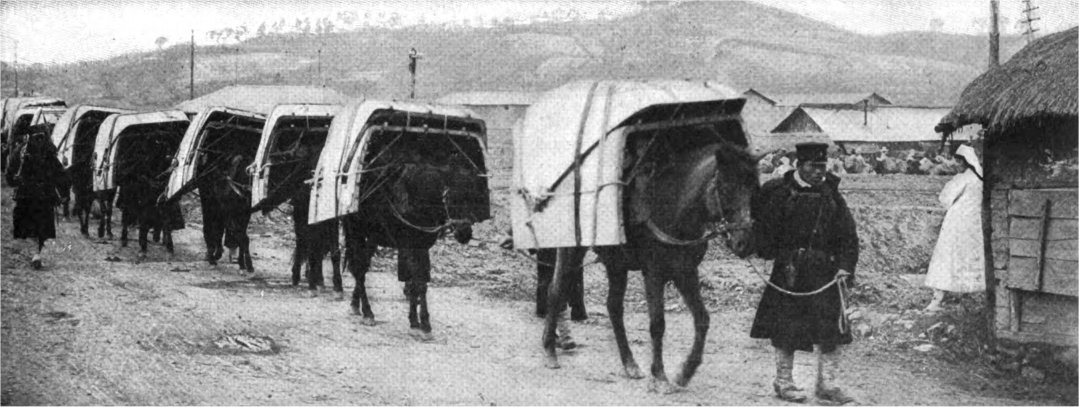
Japanische Pontons auf dem Weg zum Yalu

Generalmajor Kuroki Tamemoto unterstand die 1. Armee, bestehend aus der 2. und 12. japanischen Division, sowie der Gardedivision. Die Truppen waren einerseits bei Tschemulpo, andererseits bei Tschinampo angelandet worden und bewegten sich ab dem 1. März 1904 auf noch gefrorenen Lehmstraßen Richtung Norden. An jedem Fluss mussten wegen Fehlens von Brücken provisorische Brücken errichtet werden. Schließlich setzte noch Tauwetter ein, das die Straßen in matschigen Untergrund verwandelte.
Vorrückende japanische Kavallerie hatte bereits am 4. April den Yalu bei Wiju erreicht und erkundete die russischen Stellungen. Um die Russen über den Ort des geplanten japanischen Brückenschlages im Zweifel zu lassen, war größte Vorsicht befohlen worden. Bis zum 20. April hatte der Hauptteil der japanischen Armee den Yalu erreicht und bereitete sich, verborgen hinter der Hügelkette bei Wiju, auf den Angriff vor. Bereits am 26. April hatte ein Bataillon der 2. Division die Vorposten von den Inseln im Fluss vertrieben. Daraufhin begannen japanische Pioniere mit dem Bau von mehreren Pontonbrücken. Dabei wurden sie von russischer Artillerie beschossen, konnten aber die teilweise bis zu 236 Meter langen Brücken bis zum 27. April fertigstellen.
Um die Russen von dieser Stelle des Flusses abzulenken, befahl General Kuroki acht japanischen Kriegsschiffen, an der Flussmündung des Yalu zu kreuzen und eine Landung bei Antung vorzutäuschen.
Die Flussüberquerung war für den 30. April vorgesehen, während der Angriff auf die russischen Stellungen am 1. Mai stattfinden sollte.

## Die Schlacht

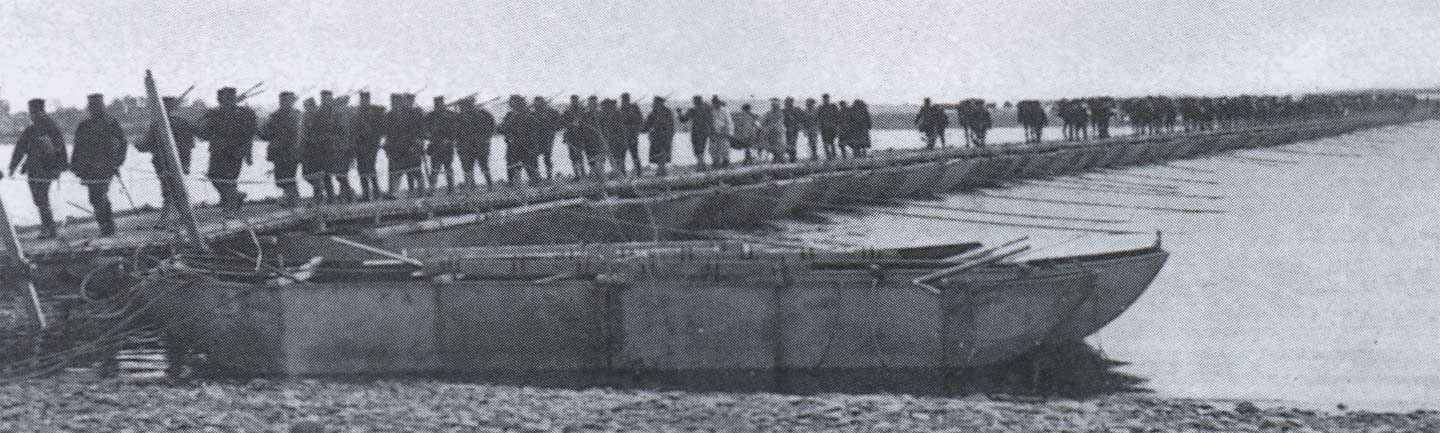
Japanische Truppen überqueren den Yalu-Fluss

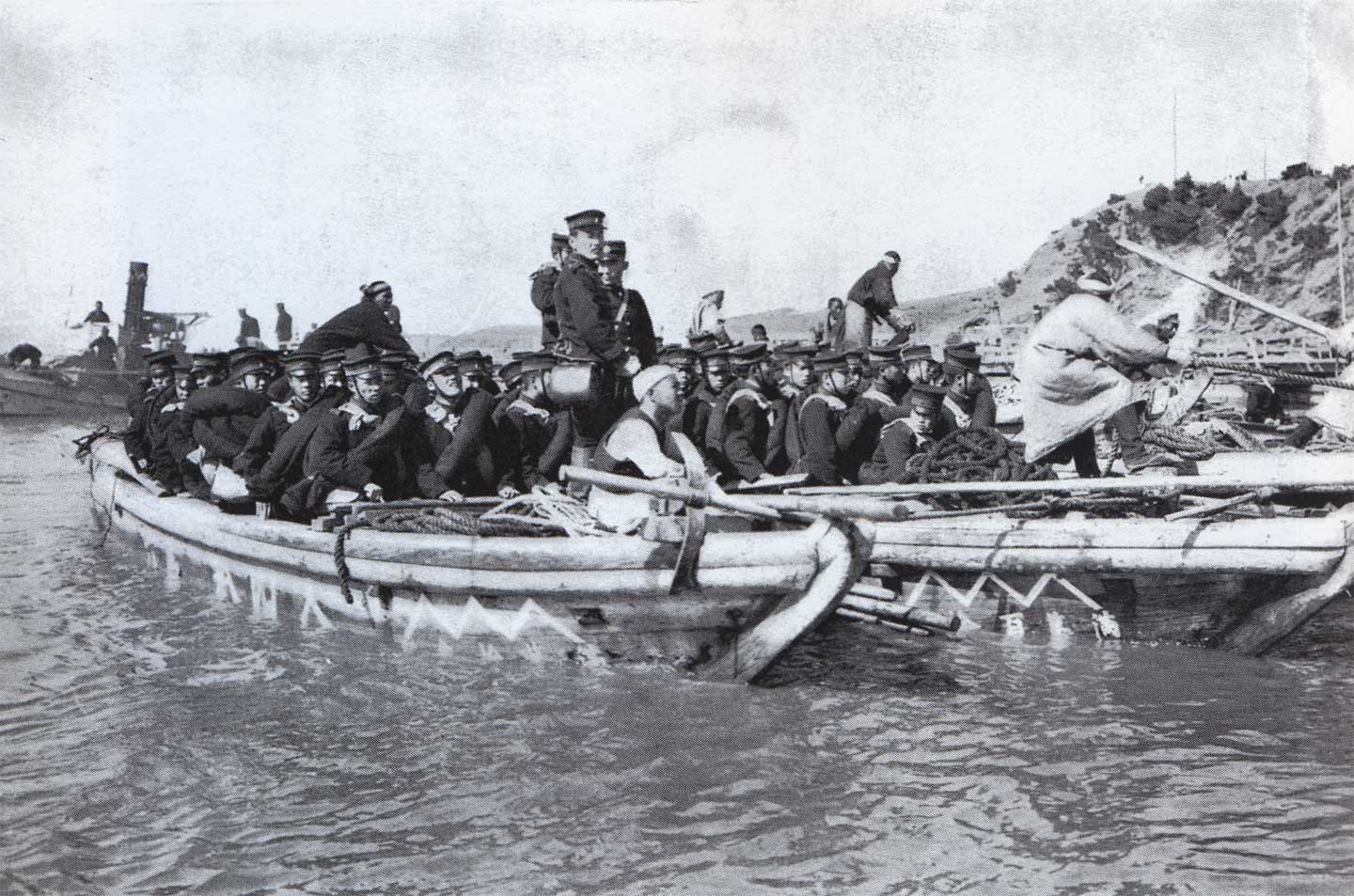
Anlandung japanischer Truppen bei Nampho

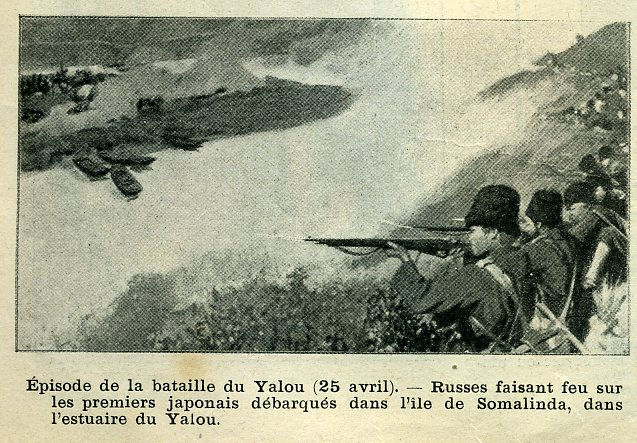
Russische Infanterie beschießt übersetzende japanische Soldaten. Aus der Le Patriote Illustré vom 19. Juni 1904

In den frühen Morgenstunden des 30. Aprils überquerte die 12. Division bei Suikotin den Yalu, während die 2. Division bei Nansando über den Fluss ging. Erst jetzt fingen die Russen mit dem Ausheben von Schützengräben an. Einige russische Geschütze sowie Gewehrfeuer aus den russischen Stellungen eröffneten das Feuer auf die Brücken und die japanischen Kähne. Daraufhin eröffnete japanische Artillerie das Feuer auf diese Batterien, um die Flussüberquerung ihrer Truppen zu schützen. Auch die japanische Garde überquerte den Fluss und gegen Abend waren alle japanischen Truppen in ihren Aufmarschgebieten für den am nächsten Tag geplanten Angriff.
Sobald es am 1. Mai 1904 hell wurde, begannen die japanischen Geschütze mit der Beschießung der russischen Stellungen. Danach gingen die 2., 12. und Garde-Division zum Angriff über. Die am Vortag aktiv gewesenen russischen Geschütze antworteten nicht. Nur eine rückwärtige Batterie eröffnete das Feuer auf die Gardedivision, doch konnte sie nach kurzer Zeit zum Schweigen gebracht werden. Je näher die japanische Linie der russischen Stellung kam, desto intensiver wurde das russische Gewehrfeuer. Der stärkste Widerstand fand am Kegelberg statt. Dieser konnte im Sturm genommen werden und kurz darauf, gegen 10 Uhr, begannen die Russen auf ganzer Linie zurückzugehen. Die japanischen 11,5-cm-Haubitzen von Krupp zermürbten letztendlich die Russen. Generalleutnant Sassulitsch’ Stab drängte nun darauf, den Rückzug anzuordnen, doch Sassulitsch sah die Schlacht noch nicht als verloren an. Noch einmal loderten die Kämpfe auf, als alle drei japanischen Divisionen erneut vorstießen und unter schweres russisches Gewehrfeuer gerieten. Die Japaner erlitten schwere Verluste, konnten jedoch die Russen aus ihren Stellungen werfen. Nun gerieten die Russen in Gefahr, eingekreist zu werden, und Sassulitsch befahl den sofortigen Rückzug. Das 11. Ostsibirische Schützenregiment leistete als Nachhut erbitterten Widerstand, erlitt aber schwere Verluste. Die japanische 12. Division drückte erneut gegen den russischen linken Flügel und nun flohen die Russen in Panik.
Ab 17:30 Uhr begannen die überlebenden russischen Einheiten auf dem linken Flügel, sich zu ergeben oder flüchteten sich nach Fenghuangcheng. Kurz darauf war die Schlacht zu Ende.

## Verluste

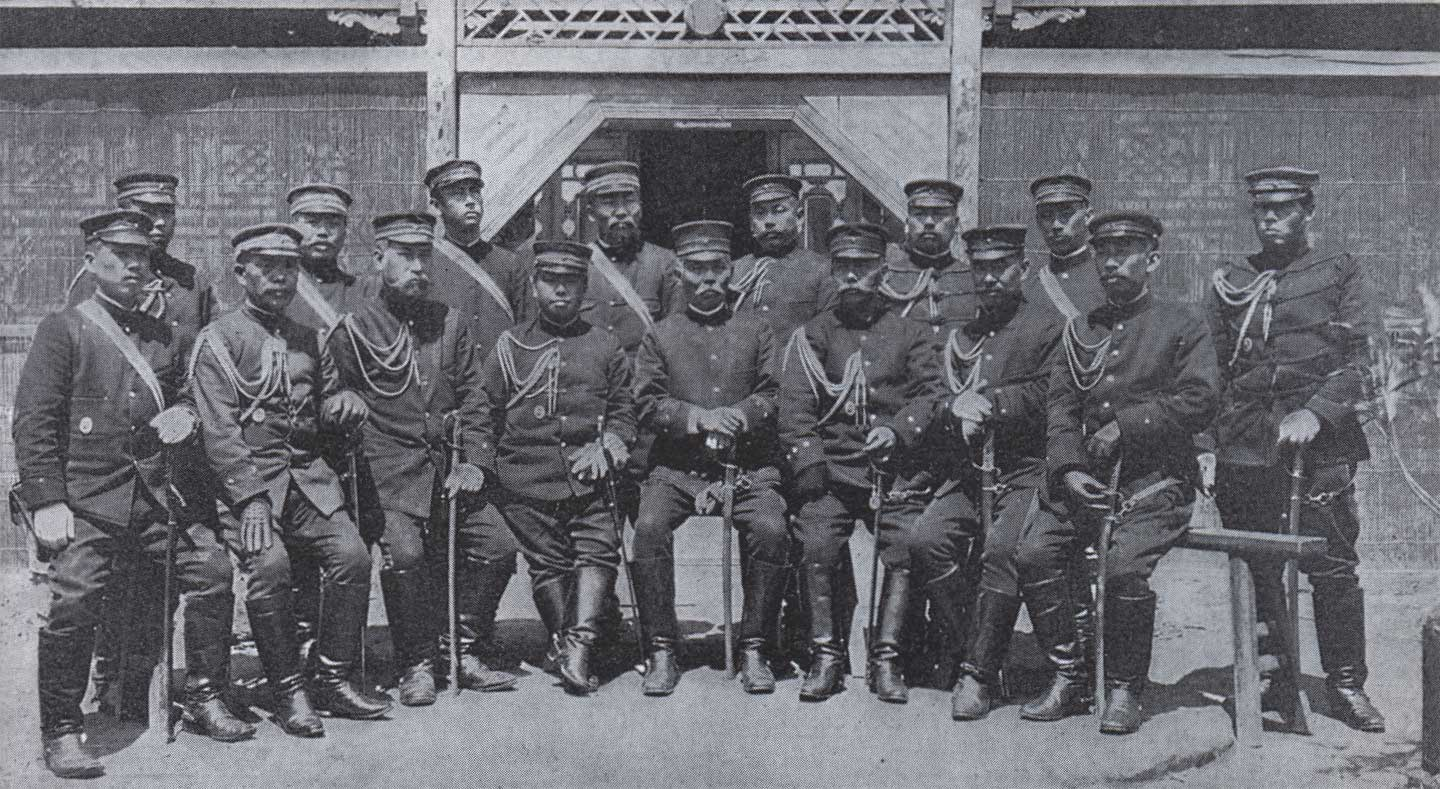
General Kuroki und sein Stab nach der Schlacht am Yalu

Die Japaner hatten die Schlacht gewonnen und hatten dabei 1036 Mann Verluste erlitten. Die Russen hatten über 2170 Mann Verluste (593 Tote, 1101 Verwundete und 478 Vermisste). Darüber hinaus hatten sie 26 Geschütze und 1.021 Gewehre auf dem Schlachtfeld zurückgelassen.

## Folgen
Die Schlacht am Yalu war die erste größere Landschlacht des Krieges und zerstörte jegliche russische Hoffnung, dass Japan ein leichter Gegner sein würde und nur ein kurzer Krieg zu erwarten wäre.